# 金沙湖 (郑州)
金沙湖位于河南省郑州市郑州机场高速和310国道交汇处以北地区。金沙湖是金沙湖国际高尔夫俱乐部的球场所在地。金沙湖占地面积200余亩，水域面积达15万平方米。